# Marian Kozłowski (ksiądz)
Marian Kozłowski (ur. 30 lipca 1932 w Zakrzewie koło Wolsztyna, zm. 16 września 2016 w Gnieźnie) – polski duchowny katolicki, proboszcz parafii św. Mikołaja w Ujściu w latach 1982–2007.

## Życiorys
Święcenia kapłańskie otrzymał 26 maja 1960 z rąk abp. Antoniego Baraniaka w Poznaniu. Następnie pracował jako wikariusz w parafiach: Sobótka, Kostrzyn Wielkopolski, Poznań oraz w Gostyniu Wielkopolskim.
Po raz pierwszy funkcję proboszcza parafii objął w 1972 w miejscowości Kaliszkowice Kaliskie. W roku 1982 został skierowany do parafii w Ujściu i objął pieczę nad tutejszym kościołem św. Mikołaja. W trakcie pracy proboszcza przez dwie kadencje był dziekanem dekanatu chodzieskiego. W roku 1992 otrzymał nominację z rąk papieża Jana Pawła II na prałata.
W pracy parafialnej zasłużył się jako pomysłodawca odbudowy Kalwarii w Ujsku oraz inicjator powstania Warsztatów Terapii Zajęciowej przy parafii. Pełnił także funkcję przewodniczącego Parafialnego Zespołu CARITAS w Ujściu.
Za swoją pracę w parafii i na rzecz gminy został odznaczony w roku 1998 Honorowym Obywatelstwem Miasta Ujście oraz w dniu 19 czerwca 2007 r. Odznaką Honorową za Zasługi dla Województwa Wielkopolskiego.
Po przejściu na emeryturę zamieszkał w Archidiecezjalnym Domu Księży Seniorów w Gnieźnie. Zmarł 16 września 2016, a obrzędy pogrzebowe odbyły się 4 dni później w Ujściu. Spoczął obok swoich poprzedników na Ujskiej Kalwarii. Obrzędom pogrzebowym przewodniczył bp Bogdan Wojtuś. Ksiądz prymas Wojciech Polak odprawił mszę żałobną w intencji zmarłego 19 września w Archidiecezjalnym Domu Księży Seniorów w Gnieźnie.